# Helga Liné
Helga Liné (nascida Helga Lina Stern) (Berlim, 14 de Julho de 1932) é uma actriz cinematográfica e acrobata circense luso-espanhola de origem germânica. É famosa pela sua atuação em filmes de horror. Teve 132 participações cinematográficas entre 1941 e 2006, com a maioria do seu trabalho no cinema espanhol.

## Biografia
Helga Liné nasceu com o nome de Helga Lina Stern a 14 de Julho de 1932 em Berlim, Alemanha. O seu pai, de apelido Stern, era um ourives, judeu de origem polaca e a mãe era uma modelo, não judia, de origem russa; casaram-se em 1931 e divorciaram-se em 1937. Em 1939 a mãe voltou a casar, adoptando o apelido do marido, Schweitzer, proveniente de uma família abastada.
Durante o regime Nazi, em 1940, fugiu da Alemanha quando era criança, com a sua mãe e irmão, e refugiram-se em Portugal. 
Aos 9 anos fez a sua primeira participação cinematográfica no filme Porto de Abrigo, de Adolfo Coelho. A família passou a viver nas Caldas da Rainha.
Helga tornou-se dançarina e acrobata circense em Portugal ao longo da década de 1940 e, mais tarde, foi modelo. Trabalhou em Portugal com vários cineastas (Adolfo Coelho, Jorge Brum do Canto, Henrique Campos, Manuel Guimarães, Perdigão Queiroga). Nos anos 1950 teve mais participações cinematográficas, mas com o sucesso, mudou-se para Madrid em 1960. A partir deste momento, a actriz ruiva teve muitas participações nos anos 1960, especialmente em filmes de horror e acção. Também participou em western spaghettis como In a Colt's Shadow (1965) e Have a Good Funeral, My Friend... Sartana Will Pay (1970).
Apesar de ter aparecido em filmes giallo como So Sweet... So Perverse (1969), My Dear Killer (1972), Alta tensión (1972) e Red Rings of Fear (1978), é mais conhecida pela sua carreira em filmes de horror. Actuou com Barbara Steele em Nightmare Castle (1965), e como espia Natasha no filme gótico Horror Express (1972), no filme The Loreley's Grasp (1974), como condessa vampira no filme erótico The Vampires' Night Orgy (1974), e como líder de um culto satânico em Black Candles (1982). Também actuou com o actor espanhol Paul Naschy em Horror Rises from the Tomb e The Mummy's Revenge em 1973, e apareceu no filme de 1974 de Peter Fonda Open Season.
Mais recentemente trabalhou com Pedro Almodóvar em filmes como Labirinto de Paixões em 1982 e Lei do Desejo em 1986. Também participou na série espanhola muito popular Verão Azul no início dos anos 1980, com uma personagem secundária (mãe de Javi).

## Vida pessoal
Casou em primeiras núpcias em Lisboa, a 14 de Outubro de 1947, com Carlos Alberto Ribeiro dos Santos Silva, de quem se divorciou a 24 de Outubro de 1949.
Casou-se com um espanhol em 1970 e teve uma filha em 1971. Esta foi assassinada em Lima, Perú.
Vive desde 1993 em Buenos Aires, Argentina.

## Filmografia
- A Mantilha de Beatriz de Eduardo Garcia Maroto;
- Saltimbancos de Manuel Guimarães (1951)
- Madragoa de Perdigão Queiroga (1952);
- Nazaré de Manuel Guimarães
- Pânico no Transiberiano (1974)

## Teatro
- Cantigas, Ó Rosa! (1953), no Teatro Maria Vitória (Lisboa)
- Mujeres de Papel (1954) (Madrid)
- Saúde e Totobola! (1962), no Teatro ABC (Lisboa)[2]